# الوارو سانتیاگو
الوارو سانتیاگو (انگلیسی: Álvaro Santiago؛ زادهٔ ۲۳ فوریهٔ ۱۹۴۹) بازیکن فوتبال اهل اسپانیا است.